# Telesíntesis
Telesíntesis fue un informativo televisivo chileno, emitido por Canal 9 desde 1974, primero como complemento de TeleU y posteriormente como reemplazo de este, hasta marzo de 1976, cuando fue reemplazado por A las Nueve en el Nueve. Algunos de sus presentadores fueron Pablo Aguilera, Gastón Binout y Poncho Pérez.
Durante 1974 y 1975 se emitía en conjunto con Tele-U y A las Nueve en el Nueve, este último emitido a las 21:00, conducido por Pepe Abad y con un estilo más magazinesco similar a 24 Horas, emitido durante ese período en Canal 13 y conducido por Julio López Blanco.
Durante este período, Telesíntesis competía en audiencias con los demás informativos centrales: Telediario y 60 Minutos de Televisión Nacional y Teletrece de Canal 13.